# Volo Aeroflot 302
Il volo Aeroflot 302 fu un incidente aereo che si verificò lunedì 16 febbraio 1966 nei pressi di Pečora e che coinvolse un Ilyushin Il-14M passeggeri operato da Aeroflot. Un incendio al motore danneggiò l'ala destra, che si staccò mentre l'aereo tentava un atterraggio di emergenza, causando la morte di 26 persone.

## L'aereo, l'equipaggio ed i passeggeri
L'Il-14M con numero di coda 52058 (fino al 1959 era Л2058, numero di fabbrica 7343609, numero di serie 36-09) venne prodotto dallo stabilimento aeronautico di Tashkent il 30 novembre 1957 e consegnato alla Direzione principale della flotta aerea civile del Consiglio dei ministri dell'URSS, che lo inviò al distaccamento aeronautico di Syktyvkar dell'omonimo gruppo aeronautico dell'aviazione civile il 12 dicembre. Al momento dell'incidente aveva accumulato un totale di 17.157 ore di volo. L'equipaggio del 75º distaccamento di volo era composto da:
- Comandante tirocinante: Valentin Ivanovich Putikov
- Pilota-istruttore Vasily Ivanovich Grishanov
- Primo ufficiale: Albert Modestovich Popov
- Navigatore in formazione (Gruppo unito dell'aviazione di Syktyvkar): Pyotr Ivanovich Suvorov
- Navigatore-ispettore anziano del dipartimento di servizio di volo: Nikolai Fedorovich Vanyukov
- Ingegnere di volo: Vladimir Alexandrovich Shishkin
- Operatore radio: Yury Mikhailovich Nikonov
- Assistente di volo: Lyudmila Serafimovna Volkov

Tra i 15 adulti e 3 bambini passeggeri a bordo si trovava Pyotr Erakhov, primo segretario del Comitato regionale dei Komi del Komsomol e deputato del Soviet supremo della RSSA dei Komi. Stava volando con il capo del dipartimento di agitazione e propaganda del Comitato regionale dei Komi del PCUS, Alexander Peshkin, che convinse Erakhov a volare con lui.

## L'incidente
L'aereo operava i voli 301/302 sulla rotta Syktyvkar – Vorkuta – Syktyvkar. Decollò da Vorkuta alle 15:30 con un tempo sereno e si livellò una volta raggiunti i 2.100 metri. Alle 16:23, avvicinandosi allo spazio aereo dell'aeroporto di Pečora, i piloti contattarono il controllore di avvicinamento, segnalarono le condizioni di volo e chiesero il permesso di attraversare l'area. Il controllore li informò della loro posizione rispetto all'aeroporto (98 chilometri di distanza, rotta inversa 210°) e li autorizzo ad avvicinarsi e passare a un'altitudine di 2.100 metri.
Alle 16:31, qualcuno dell'equipaggio premette il pulsante del trasmettitore e il controllore sentì il suono dell'allarme antincendio, ma all'inizio non giunse alcun messaggio dall'equipaggio, ma un minuto dopo l'operatore radio riferì: "Il motore destro è in fiamme, stiamo scendendo". Il controllore rispose: "Aspettatevi di atterrare con noi", dopodiché le comunicazioni cessarono e l'equipaggio non rispose ad ulteriori chiamate.
Dopo aver rilevato l'incendio nel motore destro, l'equipaggio attivò il sistema antincendio e riferì la situazione a terra. Rendendosi conto che l'incendio non era stato spento e si stava diffondendo rapidamente, i piloti decisero di effettuare un atterraggio d'emergenza fuori dall'aeroporto e selezionarono persino un sito sgombro da alberi. Tuttavia, alle 16:35, quando l'Il-14M si trovava a 40 chilometri dall'aeroporto di Pechora e a 100 metri dal suolo, il motore destro si staccò a causa dell'incendio. L'Ilyushin perse il controllo e, entrando in una picchiata ripida (con un angolo di 90°), si schiantò in una palude ghiacciata vicino al fiume Bolshaya Vyatkina, quindi si disintegrò e bruciò. Morirono tutte le 26 persone a bordo (8 membri dell'equipaggio e 18 passeggeri).

## Cause
Secondo la conclusione della commissione, la causa principale dell'incidente fu l'abrasione di uno dei pistoni, il n. 5, causata da un difetto di progettazione nel gruppo cilindro-pistone del motore aeronautico ASh-82T, regolarmente manifestatosi in tutti i motori di questo modello durante il loro funzionamento. L'abrasione portò alla distruzione del pistone, seguito dai cilindri 3, 5 e 7 e del meccanismo a manovella della ventola posteriore. L'olio fuoriuscì attraverso la breccia sul collettore di scarico, dove si incendiò. Si verificò un'intensa combustione nell'area dell'attacco del blocco motore, che ne indebolì la struttura. Di conseguenza il motore, insieme al suo telaio, si staccò rapidamente dal resto dell'ala. Secondo le conclusioni dell'Istituto statale di ricerca scientifica dell'aviazione civile, non vi sono stati errori di riparazione, delle norme di manutenzione o deviazioni operative che avrebbero potuto causare l'abrasione.